# Ян Вей (бадмінтоністка)
Ян Вей (спрощ.: 杨维; кит. трад.: 楊維; піньїнь: Yáng Wéi; 13 січня 1979, Ухань, провінція Хубей, КНР) — китайська бадмінтоністка, олімпійська чемпіонка.
Виступає за спортивний клуб провінції Гуандун. Переможниця фіналу Гран-Прі 2000 року. Багаторазова переможниця турнірів Гран-Прі.
На літніх Олімпійських іграх 2000 в Сіднеї вона завоювала срібну медаль в парному жіночому розряді, виступаючи разом з Хуан Наньян. На літніх Олімпійських іграх 2004 в Афінах в парі з Чжан Цзевень виборола золоту медаль. На літніх Олімпійських іграх 2008 в Пекіні вони посіли п'яте місце.